# Live Phish Volume 19
Live Phish Volume 19 è un album dal vivo dei Phish, pubblicato il 20 maggio 2003 dalla Elektra Records.

## Il disco
Il disco è stato pubblicato assieme agli album 17, 18 e 20 della serie Live Phish.
Il disco riporta integralmente il concerto tenuto la sera del 12 luglio 1991 al Colonial Theater di Keene. Il concerto fa parte del tour estivo del 1991, in cui i Phish si avvalsero della collaborazione dei Giant Country Horns (una sezione fiati composta da 3 elementi).
Il disco contiene l'unica performance registrata di Moose the Mooche e Donna Lee (rispettivamente di Charlie Parker e Miles Davis, anche se il secondo fu eseguito nella più nota versione di Jaco Pastorius). Il batterista Jon Fishman eseguì inoltre il brano dei The Doors Touch Me accompagnato solo dalla sezione fiati.
L'esibizione, come avviene solitamente per i Phish, venne divisa in 2 successive uscite (o "set") e terminò con 4 bis.

## Tracce

### Disco 1
Primo set:
1. Dinner and a Movie
2. Bouncing Around the Room
3. Buried Alive
4. Flat Feet
5. Reba
6. The Landlady
7. Bathtub Gin
8. Donna Lee
9. AC/DC Bag
10. Rocky Top
11. Cavern
12. David Bowie

Secondo set:
1. Golgi Apparatus
2. The Squirming Coil

### Disco 2
Continuazione del secondo set:
1. Moose the Mooche
2. Tweezer
3. My Sweet One
4. Gumbo
5. Mike's Song
6. I Am Hydrogen
7. Weekapaug Groove
8. Touch Me
9. The Oh Kee Pa Ceremony
10. Suzy Greenberg

Eseguiti come bis:
1. Sweet Adeline
2. Frankenstein
3. Fee
4. Tweezer Reprise